# پالئاسودوما
پالئاسودوما (به لاتین: Palleaswedduma) یک منطقهٔ مسکونی در سری‌لانکا است که در استان مرکزی (سری‌لانکا) واقع شده‌است.